# Lijst van gemeentelijke monumenten in Delft/Centrum-Zuidwest

Buurt 06: Centrum-Zuidwest

De buurt Centrum-Zuidwest in het centrum van de gemeente Delft kent 53 gemeentelijke monumenten. Hieronder een overzicht.
| Object | Bouwjaar  | Architect               | Locatie                                          | Coördinaten                  | Nr.       | Afbeelding |
| --- | --------- | ----------------------- | ------------------------------------------------ | ---------------------------- | --------- | --- |
| Pand, 19de-eeuws van karakter, in opzet echter laatgotisch, daterend uit de 16de eeuw of ouder. | 1800-1899 |                         | Achterom 1                                       | 52° 0' 22" NB, 4° 21' 40" OL | 0503/1070 | Pand, 19de-eeuws van karakter, in opzet echter laatgotisch, daterend uit de 16de eeuw of ouder. |
| In oorsprong laatgotisch eenlaags woonhuis, in 1902 ingrijpend verbouwd en van een nieuwe voorgevel en bovenverdieping voorzien. | 1902      |                         | Achterom 3/5                                     | 52° 0' 22" NB, 4° 21' 40" OL | 0503/1071 | In oorsprong laatgotisch eenlaags woonhuis, in 1902 ingrijpend verbouwd en van een nieuwe voorgevel en bovenverdieping voorzien. |
| Woonhuis, in sobere traditionele vormen, 19de-eeuws van karakter maar in oorsprong mogelijk ouder | 1800-1900 |                         | Achterom 4                                       | 52° 0' 24" NB, 4° 21' 40" OL | 0503/1078 | Woonhuis, in sobere traditionele vormen, 19de-eeuws van karakter maar in oorsprong mogelijk ouder |
| Winkelwoonhuis, in oorsprong pand met beneden en bovenwoning uit het laatste kwart van de 19de eeuw, in traditionalistisch-classicistische vormen. Winkelpui uit 1933, ontworpen door J.W. van Kessel. | 1875-1899 | J.W. Van Kessel         | Achterom 13/15                                   | 52° 0' 23" NB, 4° 21' 41" OL | 0503/1072 | Winkelwoonhuis, in oorsprong pand met beneden en bovenwoning uit het laatste kwart van de 19de eeuw, in traditionalistisch-classicistische vormen. Winkelpui uit 1933, ontworpen door J.W. van Kessel. |
| Voormalig winkelwoonhuis, in traditionalistisch-classicistische vormen, vroeg-19de-eeuws van karakter, in oorsprong mogelijk ouder. | 1800-1825 |                         | Achterom 14                                      | 52° 0' 24" NB, 4° 21' 41" OL | 0503/1079 | Voormalig winkelwoonhuis, in traditionalistisch-classicistische vormen, vroeg-19de-eeuws van karakter, in oorsprong mogelijk ouder. |
| Pand met beneden en bovenwoning rond 1900 gebouwd in een traditionalistische architectuur met invloeden van de Nieuwe Kunst. | 1890-1910 |                         | Achterom 17                                      | 52° 0' 23" NB, 4° 21' 41" OL | 0503/1073 | Pand met beneden en bovenwoning rond 1900 gebouwd in een traditionalistische architectuur met invloeden van de Nieuwe Kunst. |
| Woonhuis, in sobere traditionele vormen, 19de-eeuws van karakter, in oorsprong mogelijk ouder en onderdeel van rijtje panden met eenzelfde opzet. | 1800-1900 |                         | Achterom 24                                      | 52° 0' 25" NB, 4° 21' 42" OL | 0503/1081 | Woonhuis, in sobere traditionele vormen, 19de-eeuws van karakter, in oorsprong mogelijk ouder en onderdeel van rijtje panden met eenzelfde opzet. |
| Bedrijfspand met bovenwoning, in 1916 in samenhang met het rechts belendende pand gebouwd in een traditionalistische stijl. | 1916      |                         | Achterom 36                                      | 52° 0' 26" NB, 4° 21' 43" OL | 0503/1082 | Bedrijfspand met bovenwoning, in 1916 in samenhang met het rechts belendende pand gebouwd in een traditionalistische stijl. |
| Bedrijfspand met bovenwoning, in 1916 in samenhang met het links belendende pand gebouwd in een traditionalistische stijl met toepassing van klassieke architectonische details. | 1916      |                         | Achterom 38/38a                                  | 52° 0' 26" NB, 4° 21' 43" OL | 0503/1083 | Bedrijfspand met bovenwoning, in 1916 in samenhang met het links belendende pand gebouwd in een traditionalistische stijl met toepassing van klassieke architectonische details. |
| Winkelwoonhuis in 1911 gebouwd naar ontwerp van D. Esser, in een traditionalistische stijl met invloeden van de Nieuwe Kunst. | 1911      | D Esser                 | Achterom 41/41a                                  | 52° 0' 24" NB, 4° 21' 43" OL | 0503/1074 | Winkelwoonhuis in 1911 gebouwd naar ontwerp van D. Esser, in een traditionalistische stijl met invloeden van de Nieuwe Kunst. |
| Zuiderkerk , voormalig kerkgebouw der Nederduits Gereformeerde Kerk, in een eclectische bouwtrant met elementen onder andere ontleend aan classicisme en renaissance. In 1916 is het gebouw is dezelfde trant vergroot volgens ontwerp van A.J. van Doorn. | 1888      | G. Kaaden, van der      | Achterom 46                                      | 52° 0' 26" NB, 4° 21' 42" OL | 0503/99   | Zuiderkerk , voormalig kerkgebouw der Nederduits Gereformeerde Kerk, in een eclectische bouwtrant met elementen onder andere ontleend aan classicisme en renaissance. In 1916 is het gebouw is dezelfde trant vergroot volgens ontwerp van A.J. van Doorn. |
| Pand, in oorsprong bedrijfspand met bovenwoning, in 1902 gebouwd volgens ontwerp van C.J.L. Kersbergen, in traditionalistische stijl met invloeden van de Nieuwe Kunst. | 1902      | C.J.L. Kersbergen       | Achterom 56/56a                                  | 52° 0' 27" NB, 4° 21' 43" OL | 0503/1085 | Pand, in oorsprong bedrijfspand met bovenwoning, in 1902 gebouwd volgens ontwerp van C.J.L. Kersbergen, in traditionalistische stijl met invloeden van de Nieuwe Kunst. |
| Bedrijfspand met bovenwoning, in opzet mogelijk 18de-eeuws. Pui gewijzigd in 19de eeuw en in 1984. | 1800-1900 |                         | Achterom 60                                      | 52° 0' 28" NB, 4° 21' 43" OL | 0503/1086 | Bedrijfspand met bovenwoning, in opzet mogelijk 18de-eeuws. Pui gewijzigd in 19de eeuw en in 1984. |
| Pand in oorsprong gebouwd met beneden- en bovenwoning, in de tweede helft van de 19de eeuw gebouwd in een sobere traditioneel-classicistische stijl. | 1850-1900 |                         | Achterom 64                                      | 52° 0' 28" NB, 4° 21' 43" OL | 0503/1087 | Pand in oorsprong gebouwd met beneden- en bovenwoning, in de tweede helft van de 19de eeuw gebouwd in een sobere traditioneel-classicistische stijl. |
| Pand, in oorsprong met beneden- en bovenwoning, midden-19de-eeuws van karakter, in sobere traditioneel-classicistische vormen. | 1850      |                         | Achterom 76/78                                   | 52° 0' 28" NB, 4° 21' 43" OL | 0503/1776 | Pand, in oorsprong met beneden- en bovenwoning, midden-19de-eeuws van karakter, in sobere traditioneel-classicistische vormen. |
| Woonhuis, vroeg-19de-eeuws van karakter, in opzet mogelijk ouder, voorgevel in een sobere traditioneel-classicistische vormen. | 1800-1925 |                         | Achterom 82                                      | 52° 0' 29" NB, 4° 21' 43" OL | 0503/1088 | Woonhuis, vroeg-19de-eeuws van karakter, in opzet mogelijk ouder, voorgevel in een sobere traditioneel-classicistische vormen. |
| Woonhuis, vroeg-19de-eeuws van karakter, in opzet mogelijk ouder, geblokt gepleisterde voorgevel in traditioneel-classicistische vormen. | 1800-1825 |                         | Achterom 84                                      | 52° 0' 29" NB, 4° 21' 43" OL | 0503/1089 | Woonhuis, vroeg-19de-eeuws van karakter, in opzet mogelijk ouder, geblokt gepleisterde voorgevel in traditioneel-classicistische vormen. |
| Blokje van twee panden met beneden- en bovenwoningen en een bedrijfsruimte, in het laatste kwart van de negentiende eeuw gebouwd in een traditioneel-classicistische trant. | 1875-1899 |                         | Achterom 91/ 93/ 95/ 97                          | 52° 0' 26" NB, 4° 21' 44" OL | 0503/1835 | Blokje van twee panden met beneden- en bovenwoningen en een bedrijfsruimte, in het laatste kwart van de negentiende eeuw gebouwd in een traditioneel-classicistische trant. |
| Bedrijfspand met bovenwoning, in 1928 naar ontwerp van J. Th. Van Rossum voor G.C. Kunz gebouwd in een traditionalistische stijl met invloeden van de Amsterdamse School. | 1928      | J. Th. Van Rossum       | Achterom 125/127                                 | 52° 0' 28" NB, 4° 21' 44" OL | 0503/1075 | Bedrijfspand met bovenwoning, in 1928 naar ontwerp van J. Th. Van Rossum voor G.C. Kunz gebouwd in een traditionalistische stijl met invloeden van de Amsterdamse School. |
| Bedrijfspand met bovenwoning, in 1928 naar ontwerp van J. Th. Van Rossum voor J.A.J. van Leeuwen gebouwd, in een traditionalistische stijl met invloeden van de Amsterdamse School. | 1928      | J.A.J. Leeuwen, van     | Achterom 129/131                                 | 52° 0' 28" NB, 4° 21' 44" OL | 0503/1076 | Bedrijfspand met bovenwoning, in 1928 naar ontwerp van J. Th. Van Rossum voor J.A.J. van Leeuwen gebouwd, in een traditionalistische stijl met invloeden van de Amsterdamse School. |
| Woonhuis, oorspronkelijk in de 17de eeuw gebouwd, in de 19de eeuw gemoderniseerd waarbij de oorspronkelijke topgevel in schoon metselwerk gewijzigd is in een geblokt gepleisterde lijstgevel. | 1800-1900 |                         | Achterom 155                                     | 52° 0' 29" NB, 4° 21' 44" OL | 0503/1077 | Woonhuis, oorspronkelijk in de 17de eeuw gebouwd, in de 19de eeuw gemoderniseerd waarbij de oorspronkelijke topgevel in schoon metselwerk gewijzigd is in een geblokt gepleisterde lijstgevel. |
| Winkelwoonhuis overwegend 19de-eeuws van karakter, met voorgevel in sobere eclectisch neoclassicistische trant. Het is voorts van belang vanwege de ligging aan een gracht in het beschermde stadsgezicht. | 1800-1900 |                         | Binnenwatersloot 9                               | 52° 0' 34" NB, 4° 21' 23" OL | 0503/130  | Winkelwoonhuis overwegend 19de-eeuws van karakter, met voorgevel in sobere eclectisch neoclassicistische trant. Het is voorts van belang vanwege de ligging aan een gracht in het beschermde stadsgezicht. |
| Winkelwoonhuis, 19de-eeuws van karakter, in sobere traditioneel-classicistische vormen. | 1800-1900 |                         | Binnenwatersloot 13/15                           | 52° 0' 34" NB, 4° 21' 23" OL | 0503/131  | Winkelwoonhuis, 19de-eeuws van karakter, in sobere traditioneel-classicistische vormen. |
| Winkelwoonhuis, in oorsprong woonhuis, met voorgevel uit ca. 1890 in een eclectische stijl overwegend ge?nspireerd op de Renaissance. In opzet wel- licht ouder. | 1890      |                         | Binnenwatersloot 17                              | 52° 0' 35" NB, 4° 21' 24" OL | 0503/133  | Winkelwoonhuis, in oorsprong woonhuis, met voorgevel uit ca. 1890 in een eclectische stijl overwegend ge?nspireerd op de Renaissance. In opzet wel- licht ouder. |
| Winkelwoonhuis, in oorsprong woonhuis, met eclectisch-classicistische voor- gevel uit het laatste kwart van de 19de eeuw. In opzet mogelijk ouder. | 1875-1900 |                         | Binnenwatersloot 19                              | 52° 0' 35" NB, 4° 21' 24" OL | 0503/134  | Winkelwoonhuis, in oorsprong woonhuis, met eclectisch-classicistische voor- gevel uit het laatste kwart van de 19de eeuw. In opzet mogelijk ouder. |
| Winkelwoonhuis met voorgevel in eclectisch-classicistische vormen uit het derde kwart van de 19de eeuw. In opzet mogelijk ouder. De gevel is architectuurhistorisch van belang als goed en relatief vroeg voorbeeld van Eclectisch-classicistisme. | 1850-1875 |                         | Binnenwatersloot 27                              | 52° 0' 35" NB, 4° 21' 25" OL | 0503/139  | Winkelwoonhuis met voorgevel in eclectisch-classicistische vormen uit het derde kwart van de 19de eeuw. In opzet mogelijk ouder. De gevel is architectuurhistorisch van belang als goed en relatief vroeg voorbeeld van Eclectisch-classicistisme. |
| Winkelwoonhuis, in opzet 18de-eeuws of ouder. Gemoderniseerd in 1910 toen het linker buurpand is opgehoogd en erbij is getrokken. | 1700-1800 | A. Lee, van der         | Binnenwatersloot 33                              | 52° 0' 35" NB, 4° 21' 25" OL | 0503/140  | Winkelwoonhuis, in opzet 18de-eeuws of ouder. Gemoderniseerd in 1910 toen het linker buurpand is opgehoogd en erbij is getrokken. |
| Woonhuis in blokjes van twee gespiegelde woningen, in 1906 gebouwd in een neorenaissancestijl, mogelijk naar ontwerp van een rijksbouwmeester. Het blokje is gebouwd in opdracht van het departement van justitie als vervanging van dienstwoningen behorend bij het Armamentarium, die moesten wijken voor de bouw van het Kantongerecht. Het pand is van belang als deel van het blokje Breestraat 5-5a. Het is een goed en gaaf bewaard voor- beeld van neorenaissance uit het begin van de 20ste eeuw. | 1906      | Ministerie van Justitie | Breestraat 5                                     | 52° 0' 28" NB, 4° 21' 34" OL | 0503/186  | Woonhuis in blokjes van twee gespiegelde woningen, in 1906 gebouwd in een neorenaissancestijl, mogelijk naar ontwerp van een rijksbouwmeester. Het blokje is gebouwd in opdracht van het departement van justitie als vervanging van dienstwoningen behorend bij het Armamentarium, die moesten wijken voor de bouw van het Kantongerecht. Het pand is van belang als deel van het blokje Breestraat 5-5a. Het is een goed en gaaf bewaard voor- beeld van neorenaissance uit het begin van de 20ste eeuw. |
| Woonhuis in blokjes van twee gespiegelde woningen, in 1906 gebouwd in een neorenaissancestijl, mogelijk naar ontwerp van een rijksbouwmeester. Het blokje is gebouwd in opdracht van het departement van justitie als vervanging van dienstwoningen behorend bij het Armamentarium, die moesten wijken voor de bouw van het Kantongerecht. Het pand is van belang als deel van het blokje Breestraat 5-5a. Het is een goed en gaaf bewaard voor- beeld van neorenaissance uit het begin van de 20ste eeuw. | 1906      | Ministerie van Justitie | Breestraat 5a                                    | 52° 0' 28" NB, 4° 21' 34" OL | 0503/187  | Woonhuis in blokjes van twee gespiegelde woningen, in 1906 gebouwd in een neorenaissancestijl, mogelijk naar ontwerp van een rijksbouwmeester. Het blokje is gebouwd in opdracht van het departement van justitie als vervanging van dienstwoningen behorend bij het Armamentarium, die moesten wijken voor de bouw van het Kantongerecht. Het pand is van belang als deel van het blokje Breestraat 5-5a. Het is een goed en gaaf bewaard voor- beeld van neorenaissance uit het begin van de 20ste eeuw. |
| Winkelwoonhuis, onderdeel van rijtje van drie winkelwoonhuizen, in oorsprong mogelijk woonhuizen, in de tweede helft van de 19de eeuw gebouwd gebouwd in een traditioneel-classicistische bouwtrant. Winkelpui uit 1922. | 1850-1900 |                         | Breestraat 11                                    | 52° 0' 29" NB, 4° 21' 38" OL | 0503/1094 | Winkelwoonhuis, onderdeel van rijtje van drie winkelwoonhuizen, in oorsprong mogelijk woonhuizen, in de tweede helft van de 19de eeuw gebouwd gebouwd in een traditioneel-classicistische bouwtrant. Winkelpui uit 1922. |
| Winkelwoonhuis, onderdeel van rijtje van drie winkelwoonhuizen, in oorsprong mogelijk woonhuizen, in de tweede helft van de 19e eeuw gebouwd in een traditioneel-classicistische bouwtrant. Winkelpui uit 1922. | 1850-1899 |                         | Breestr 17, onderdeel Breestr 11-17+ Clarenstr 6 | 52° 0' 29" NB, 4° 21' 39" OL | 0503/1095 | Winkelwoonhuis, onderdeel van rijtje van drie winkelwoonhuizen, in oorsprong mogelijk woonhuizen, in de tweede helft van de 19e eeuw gebouwd in een traditioneel-classicistische bouwtrant. Winkelpui uit 1922. |
| Woonhuis, in 1895 als winkelwoonhuis gebouwd, in een eclectisch classicistische bouwtrant. | 1895      |                         | Breestraat 29/31                                 | 52° 0' 30" NB, 4° 21' 40" OL | 0503/1096 | Woonhuis, in 1895 als winkelwoonhuis gebouwd, in een eclectisch classicistische bouwtrant. |
| Winkelwoonhuis, onderdeel van rijtje van drie winkelwoonhuizen, in oorsprong mogelijk woonhuizen, in de tweede helft van de 19de eeuw gebouwd gebouwd in een traditioneel-classicistische bouwtrant. Winkelpui uit 1922. | 1850-1899 |                         | Breestraat 11 en 17, Clarenstraat 6              | 52° 0' 29" NB, 4° 21' 39" OL | 0503/1121 | Winkelwoonhuis, onderdeel van rijtje van drie winkelwoonhuizen, in oorsprong mogelijk woonhuizen, in de tweede helft van de 19de eeuw gebouwd gebouwd in een traditioneel-classicistische bouwtrant. Winkelpui uit 1922. |
| Pand in oorsprong 17de-eeuws of ouder, voorgevel in de 19de eeuw gemoderniseerd als geblokt gepleisterde lijstgevel. Pui uit 1968. | 1600-1699 |                         | Lange Geer 16 t/m 20, Giststraat 1               | 52° 0' 25" NB, 4° 21' 40" OL | 0503/1111 | Pand in oorsprong 17de-eeuws of ouder, voorgevel in de 19de eeuw gemoderniseerd als geblokt gepleisterde lijstgevel. Pui uit 1968. |
| Winkelwoonhuis uit ca. 1800 met winkelpui uit ca. 1900. | 1800      |                         | Achterom 16/Giststraat 5a                        | 52° 0' 24" NB, 4° 21' 41" OL | 0503/66   | Winkelwoonhuis uit ca. 1800 met winkelpui uit ca. 1900. |
| Bedrijfspand met bovenwoning, in opzet 18de-eeuws of ouder, rond 1900 ver- bouwd en voorzien van trapgevel. | 1700-1800 |                         | Korte Geer 3/3a                                  | 52° 0' 27" NB, 4° 21' 37" OL | 0503/361  | Bedrijfspand met bovenwoning, in opzet 18de-eeuws of ouder, rond 1900 ver- bouwd en voorzien van trapgevel. |
| Bedrijfspand met bovenwoning, rond 1900 gebouwd in een sobere traditionalistische bouwtrant geïnspireerd op de ¿Oud-Hollandse¿ architectuur van rond 1600. | 1900      |                         | Korte Geer 5/5a                                  | 52° 0' 27" NB, 4° 21' 37" OL | 0503/364  | Bedrijfspand met bovenwoning, rond 1900 gebouwd in een sobere traditionalistische bouwtrant geïnspireerd op de ¿Oud-Hollandse¿ architectuur van rond 1600. |
| Bedrijfspand met bovenwoningen, in oorsprong bedoeld voor een glashandel, in de periode 1920-1925 gebouwd in een sobere bouwtrant met traditionalistische invloeden en invloeden van de Amsterdamse school. Gevelsteen uit 1569, voorstellende een man met een gekroonde hamer. | 1920-1925 |                         | Korte Geer 7/7a/9                                | 52° 0' 27" NB, 4° 21' 36" OL | 0503/366  | Bedrijfspand met bovenwoningen, in oorsprong bedoeld voor een glashandel, in de periode 1920-1925 gebouwd in een sobere bouwtrant met traditionalistische invloeden en invloeden van de Amsterdamse school. Gevelsteen uit 1569, voorstellende een man met een gekroonde hamer. |
| Woonhuis, in 1915 gebouwd in zorgvuldig gedetailleerde traditionele stijl met invloeden van het Rationalisme zoals onder meer door architect H.P. Berlage werd toegepast. Mogelijk oudere kern. | 1915      |                         | Lange Geer 4                                     | 52° 0' 23" NB, 4° 21' 40" OL | 0503/1846 | Woonhuis, in 1915 gebouwd in zorgvuldig gedetailleerde traditionele stijl met invloeden van het Rationalisme zoals onder meer door architect H.P. Berlage werd toegepast. Mogelijk oudere kern. |
| Woonhuis, in oorsprong mogelijk 17de-eeuws of ouder, maar met een voorgevel in sobere traditioneel-classicistische vormen, waarschijnlijk uit de eerste helft van de 19de eeuw. | 1600      |                         | Lange Geer 6                                     | 52° 0' 24" NB, 4° 21' 40" OL | 0503/1114 | Woonhuis, in oorsprong mogelijk 17de-eeuws of ouder, maar met een voorgevel in sobere traditioneel-classicistische vormen, waarschijnlijk uit de eerste helft van de 19de eeuw. |
| Pand met beneden- en bovenwoning, voorgevel samen met die het linker buurpand in de tweede helft van de 19de eeuw opgetrokken in een sobere traditioneel-classicistische stijl, pan in opzet ouder. | 1850-1899 |                         | Lange Geer 8/8a                                  | 52° 0' 24" NB, 4° 21' 40" OL | 0503/1115 | Pand met beneden- en bovenwoning, voorgevel samen met die het linker buurpand in de tweede helft van de 19de eeuw opgetrokken in een sobere traditioneel-classicistische stijl, pan in opzet ouder. |
| Pand in oorsprong 16de-eeuws of ouder. In 19de eeuw verbouwd tot pand beneden- en bovenwoning, waarbij voorgevel samen met die van het rechter buurpand is opgetrokken in een sobere traditioneel-classicistische stijl. Beneden- en bovenwoning in 1998 samengetrokken. | 1500-1599 |                         | Lange Geer 10                                    | 52° 0' 24" NB, 4° 21' 40" OL | 0503/1116 | Pand in oorsprong 16de-eeuws of ouder. In 19de eeuw verbouwd tot pand beneden- en bovenwoning, waarbij voorgevel samen met die van het rechter buurpand is opgetrokken in een sobere traditioneel-classicistische stijl. Beneden- en bovenwoning in 1998 samengetrokken. |
| | 1700-1799 |                         | Lange Geer 32                                    | 52° 0' 26" NB, 4° 21' 39" OL | 0503/1117 | |
| Bedrijfspand met bovenwoning, in 1919-1921 in een traditionalistische bouwstijl gebouwd, naar ontwerp van J. Th. Van Rossum. | 1919-1921 | J. Th. Rossum, van      | Lange Geer 40/42                                 | 52° 0' 26" NB, 4° 21' 39" OL | 0503/1118 | Bedrijfspand met bovenwoning, in 1919-1921 in een traditionalistische bouwstijl gebouwd, naar ontwerp van J. Th. Van Rossum. |
| Pand met winkelruimte en bovenwoningen, in 1927 gebouwd naar ontwerp van L.C. Kalis, in een expressionistische bouwstijl die gekenschetst kan worden als een kubistische variant op de Amsterdamse School. | 1927      |                         | Lange Geer 48/48a/48b/48c                        | 52° 0' 27" NB, 4° 21' 38" OL | 0503/1119 | Pand met winkelruimte en bovenwoningen, in 1927 gebouwd naar ontwerp van L.C. Kalis, in een expressionistische bouwstijl die gekenschetst kan worden als een kubistische variant op de Amsterdamse School. |
| Bedrijfspand met bovenwoning en overbouwde poort, voorgevel opgetrokken in een traditioneel-classicistische bouwtrant, waarschijnlijk in de 19de eeuw. Pand in oorsprong mogelijk ouder. | 1800-1899 |                         | Lange Geer 54/56                                 | 52° 0' 28" NB, 4° 21' 38" OL | 0503/1123 | Bedrijfspand met bovenwoning en overbouwde poort, voorgevel opgetrokken in een traditioneel-classicistische bouwtrant, waarschijnlijk in de 19de eeuw. Pand in oorsprong mogelijk ouder. |
| Winkelwoonhuis uit het midden van de 19de eeuw in traditionele vormen. | 1850      |                         | Lange Geer 58                                    | 52° 0' 28" NB, 4° 21' 38" OL | 0503/363  | Winkelwoonhuis uit het midden van de 19de eeuw in traditionele vormen. |
| Pand, uit het laatste kwart van de 19de eeuw in een sobere eclectisch-classicistische bouwtrant. In opzet mogelijk ouder. In de 20ste eeuw verbouwd tot bioscoop met bovenwoning. | 1875-1900 |                         | Oude Delft 9/11/13                               | 52° 0' 22" NB, 4° 21' 37" OL | 0503/1811 | Pand, uit het laatste kwart van de 19de eeuw in een sobere eclectisch-classicistische bouwtrant. In opzet mogelijk ouder. In de 20ste eeuw verbouwd tot bioscoop met bovenwoning. |
| Pand met voorgevel uit 1895 in een eclectische bouwtrant, ontworpen door gemeente-architect M.A. C. Hartman. Rechter gedeelte in opzet ouder. Gebouwd ten behoeve van de Indische Instelling, later gebruikt als politiebureau. | 1895      | M.A.C. Hartman          | Oude Delft 69/69a t/m 69f                        | 52° 0' 30" NB, 4° 21' 30" OL | 0503/652  | Meer afbeeldingen |
| Bedrijfspand met bovenwoning in opzet 19de-eeuws, wellicht nog uit het begin van de 19de eeuw, in traditionele vormen. | 1800-1900 |                         | Smitsteeg 4/5                                    | 52° 0' 34" NB, 4° 21' 24" OL | 0503/533  | Upload foto |
| Winkelwoonhuis, in oorsprong woonhuis, identiek aan het links belendende pand. Gebouwd in het derde kwart van de 19de eeuw in een eclectisch- classicistische bouwtrant. | 1850-1875 |                         | Binnenwatersloot 21, Smitsteeg 6a                | 52° 0' 34" NB, 4° 21' 25" OL | 0503/135  | Upload foto |
| Winkelwoonhuis, in oorsprong woonhuis, identiek aan het later gewijzigde recht belendende pand. Gebouwd in het derde kwart van de 19de eeuw in een eclectisch- classicistische bouwtrant. | 1850-1875 |                         | Binnenwatersloot 23, Smitsteeg 6b                | 52° 0' 34" NB, 4° 21' 25" OL | 0503/136  | Upload foto |
| Winkelwoonhuis met voorgevel in sobere eclectische trant uit het laatste kwart van de 19de eeuw. In opzet mogelijk ouder. | 1875-1900 |                         | Binnenwatersloot 25/25a, Smitsteeg 8a            | 52° 0' 34" NB, 4° 21' 25" OL | 0503/137  | Upload foto |